# El Dorado
 Ovo je glavno značenje pojma El Dorado. Za druga značenja pogledajte El Dorado (razdvojba).
El Dorado (španjolski. El Dorado „zlatno“) je naziv legendarne  "zemlje zlata" u unutrašnjosti sjeverne Južne Amerike. 
Izvorno je ime "El Dorado" bio naziv za čovjeka, kasnije za grad a nakon toga i za cijelu zemlju.
Drugi nazivi domorodnih naroda Južne Amerike za to mitološko mjesto su primjerice Manoa ili Omoa.
Eldorado se temelji na jednoj legendi iz Kolumbije, o kojoj su španjolski kroničari u 17. stoljeću izvješćivali.

## Vanjske poveznice
- Pretkolumbovski zlatni brod (šp.) Slavna zlatna figura u muzeju zlata u kolumbijskoj Bogoti